# Dúlamán

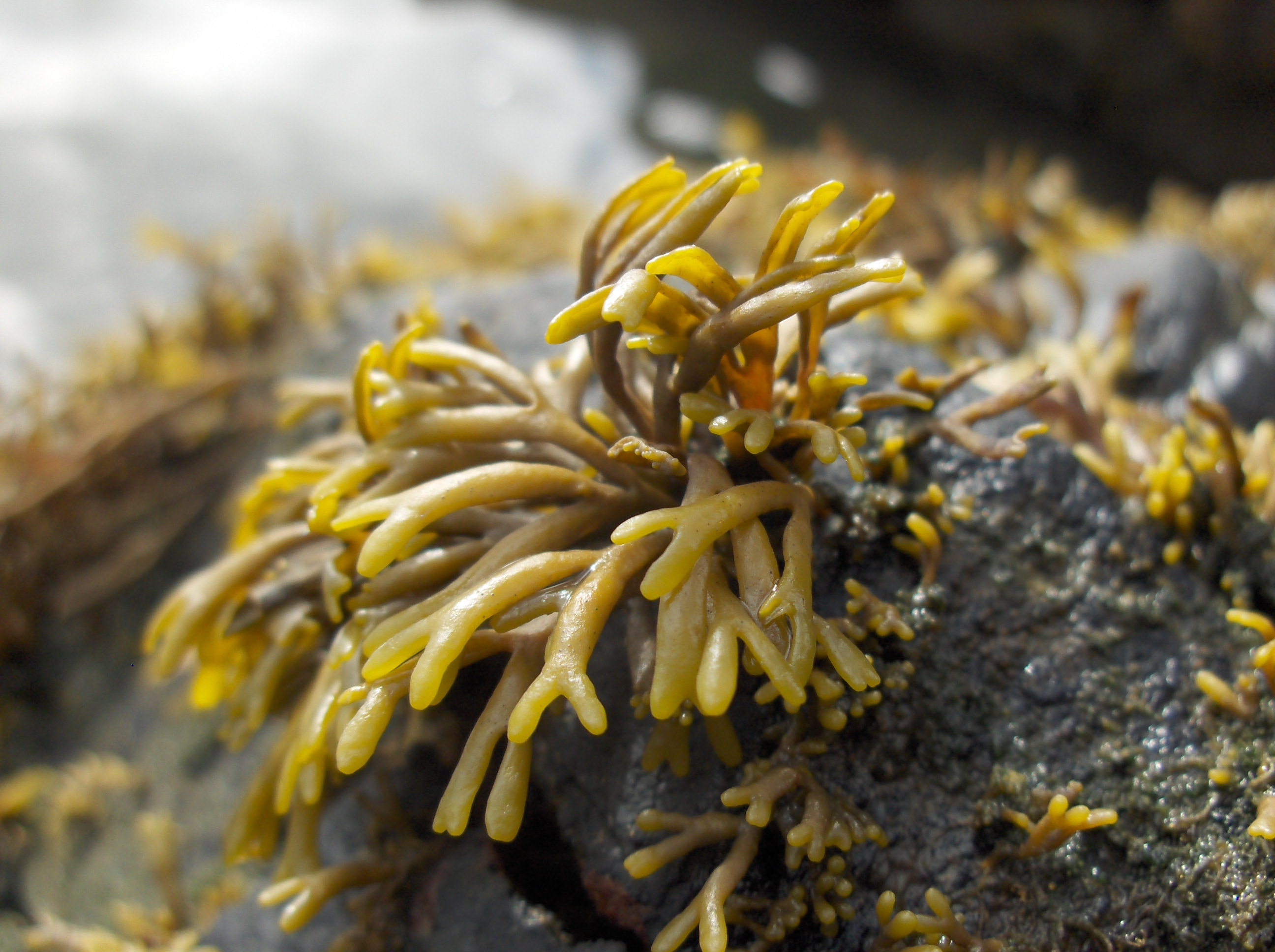
Pelvetia canaliculata

Dúlamán (irlandais pour Pelvetia canaliculata, une espèce d'algues brunes comestible), est une chanson folklorique irlandaise.

## Deux versions différentes
Il existe deux versions de la mélodie qui viennent de la tradition de la chanson folklorique irlandaise. Un exemple de la première d'entre elles a été enregistrée par Clannad sur leur album Dúlamán. Un exemple de la seconde mélodie a été enregistrée par Altan sur leur album Island Angel (1993). Le texte de la chanson se rapporte à la pratique irlandaise de collecte d'algues à des fins diverses, datant de la période des vaches maigres, quand les algues étaient précieuses pour prévenir la famine.

## Paroles
Les paroles relatent la discussion entre "Dúlamán Gaelach", un collecteur d'algues pour la teinture des vêtements et "Dúlamán maorach", un collecteur d'algues à cuire et manger. Le second veut épouser la fille du premier, avance divers arguments et fait des prières dans ce but, déclarant finalement qu'il s'enfuira tout simplement avec elle.
Le refrain traditionnel de la chanson est:
Dúlamán na binne buí, dúlamán Gaelach
Dúlamán na farraige, b'fhearr a bhí in Éirinn
Cela se traduit par:
Algues de la falaise jaune, algues irlandaises
Algues de l'océan, les meilleures en Irlande